# Lingue iraniche sudoccidentali
Le lingue iraniche sudoccidentali sono un ramo delle lingue iraniche occidentali.

## Classificazione
Secondo l'edizione 2009 di Ethnologue, le lingue iraniche sudoccidentali comprendono 18 idiomi così classificati:
- Lingua achomi
  - lingua kumzari  zum
  - lingua lari  lrl
- Lingue fars
  - lingua fars sudoccidentale [codice ISO 639-3 fay]
- Lingue luri
  - lingua bakhtiari  [bqi]
  - lingua luri meridionale [luz]
  - lingua luri settentrionale [lrc]
- Lingue persiane
  - lingua aimaq  [aiq]
  - lingua bukhori[1][2] [bhh]
  - lingua darwazi  [drw]
  - lingua dehwari  [deh]
  - lingua giudeo-persiana o dzhidi  [jpr]
  - lingua persiana iraniana o farsi occidentale [pes]
  - lingua dari o farsi orientale [prs]
  - lingua hazaragi  [haz]
  - lingua pahlavani  [phv]
  - lingua tagica  [tgk]
- Lingue tat
  - lingua tat ebraica [jdt]
  - lingua tat islamica [ttt]